# Almedalsveckan

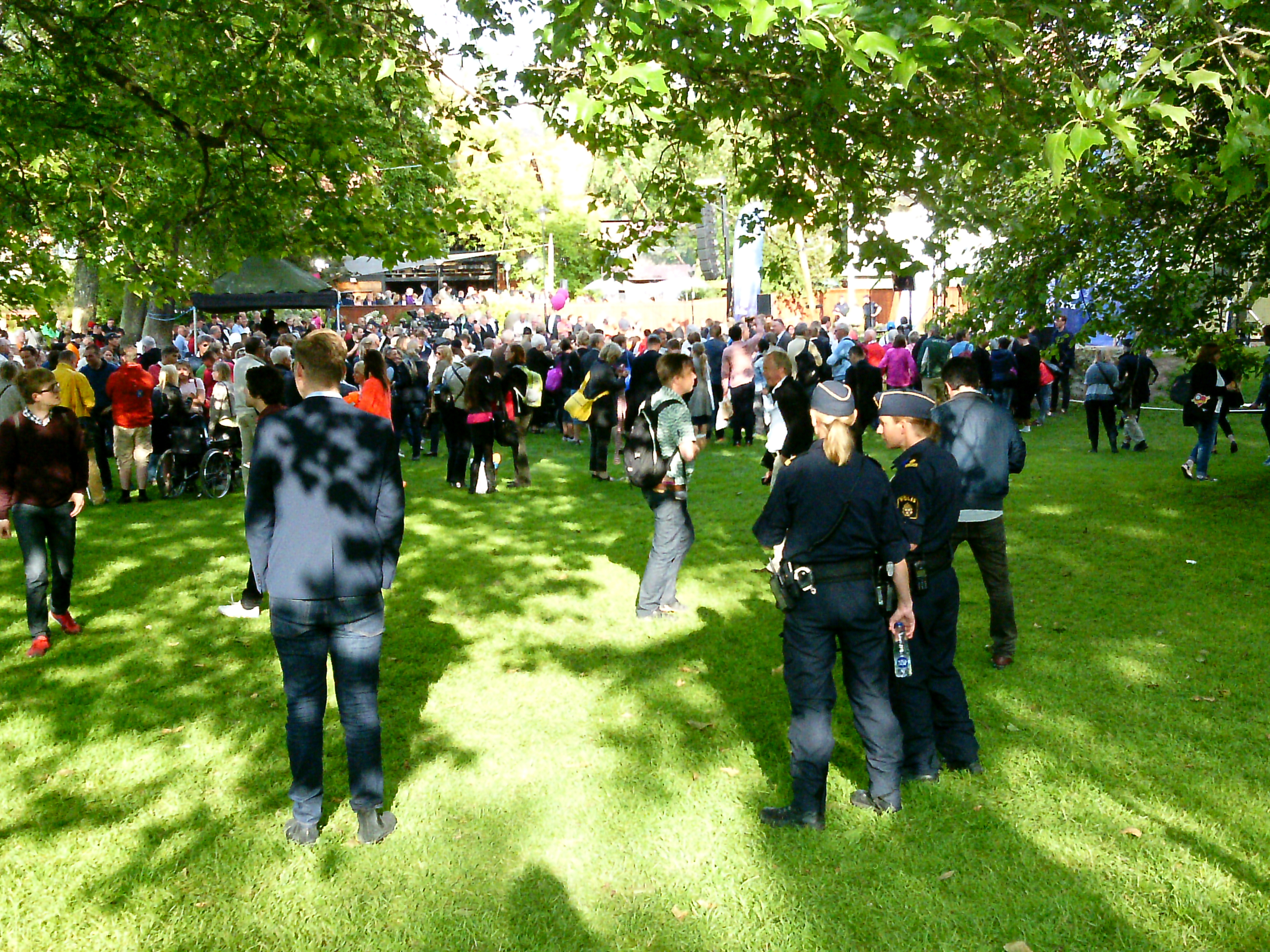
Hauptbühne, Almedalsveckan 2014

Almedalsveckan (dt.: Almedal-Woche, auch bekannt als Politikerveckan i Almedalen) ist eine von der örtlichen Gemeinde organisierte, jährlich stattfindende Veranstaltung im und um den Stadtpark Almedalen in Visby auf der schwedischen Insel Gotland. Ziel ist es, schwedische politische Parteien, Interessengruppen und andere Akteure zusammenzubringen, um über Politik zu diskutieren. Alle Teile der eine Woche dauernden Veranstaltung sind für Besucher kostenlos und ohne Anmeldung frei zugänglich. Seit dem Jahr 2000 finden ähnliche Veranstaltungen auch in mehreren Nachbarländern statt. Hierfür hat sich der Begriff Demokratiefestival geprägt.

## Geschichte
Früher fand die Almedal-Woche in der ersten vollen Juli-Woche statt, seit 2009 wurde sie auf die Woche 27 verlegt. Seit 2022 dauert sie nicht mehr eine ganze Woche, sondern nur noch fünf Tage.

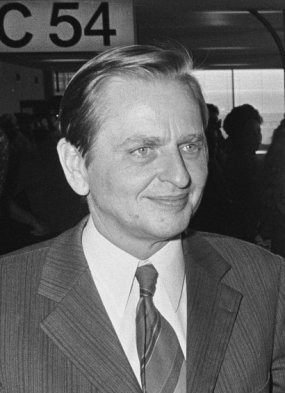
Olof Palme (1974)

Die Ursprünge gehen auf den damaligen Bildungsminister und Parteivorsitzenden Olof Palme zurück, der am 25. Juli 1968 zusammen mit Krister Wickman (1924–1993) ein spontanes Treffen in dem Park abhielt. Palme sprach von einer Lkw-Bühne, die am Straßenrand nahe dem Park stand. Seit 1975 war auch die Linkspartei mit Lars Werner vertreten.
Seit 1982 hat sich die Bezeichnung Almedalsveckan durchgesetzt, als die Sozialdemokraten im Rahmen der Veranstaltung ein Wirtschaftsseminar durchgeführt haben. Bis zum Tod Palmes 1986 war die Veranstaltung sehr durch seine Person geprägt, und für die Veranstaltung wurde immer wieder auch der Begriff Palmedalen verwendet. Sein Nachfolger im Amt als Ministerpräsident, Ingvar Carlsson, sprach aus Respekt vor Palme über mehrere Jahre nicht an diesem Ort, bis ihn Olofs Witwe Lisbeth Palme dazu ermunterte.
In den 2000er Jahren wuchs die Veranstaltung exorbitant. Fanden 2001 noch 52 Einzelveranstaltungen während der Woche statt, waren es 2010 fast 1400, davon fast 1000 Seminare mit 11.000 Seminarteilnehmern und wesentlich mehr Zuhörern. Seitdem ist die Veranstaltung die größte und wichtigste Plattform für politischen Austausch, Seminare und Debatten zu aktuellen gesellschaftlichen Themen.
Mit dem Folkemødet gibt es seit 2011 den Versuch, dieses Veranstaltungsformat auch in Dänemark zu etablieren. Auf der dänischen Insel Bornholm in Allinge versucht man genauso, an Politik und Demokratie interessierte Bevölkerungsgruppen mit den institutionellen Geschäftsträgern zusammenzubringen, doch bislang reicht das politische Gewicht nicht an das des schwedischen Vorbilds heran. Morten Rud Pedersen, dänischer PR-Manager konstatiert, dass die Almedalsveckan professioneller vorbereitet und von der Bevölkerung ernster genommen würde, was der Politik einen größeren Einfluss verschaffe.